# 偵察
偵察（ていさつ 英：reconnaissance、レコニッサンス）は、敵などの情報を能動的に収集すること。受動的である監視の対義語。基本的には密かに行われる活動である。
軍事用語として用いられるが、そこから派生して一般においても「相手の情報の収集」の意味で用いられる。 
イギリス英語圏ではrecce（レキ）、アメリカ英語圏ではrecon（レコン／リーコン）と省略される。

## 軍事上の偵察

### 目的
作戦行動には、基本的に「作戦地域についての情報」と「敵についての情報」の2つが必要となり、特に後者の情報は流動的であるために逐次更新することが必要となる。偵察は、これら情報を収集することを目的とした活動である。主に小隊、中隊に置かれている偵察部隊がこの任務につく。偵察には、隠密偵察と威力偵察（強行偵察）がある。隠密偵察とは敵に察知されることなく行う偵察行動であり、威力偵察とは部隊を展開して小規模な攻撃を行うことによって敵情を知る偵察行動である。第二次大戦後、特に冷戦下では情報収集の重要性が増すとともに火力を用いることの政治的なコストが増大したため、「敵に察知されることは前提であるが（積極的な）攻撃は行わない」という隠密偵察と威力偵察の中間的な活動も多くなった（特に航空偵察において）。
通常、ただ偵察という場合は隠密偵察のことを指すため、偵察と威力偵察が区別して使われることはあっても、隠密偵察と偵察が区別されることはあまり無い。
また、敵の有無や位置を探る「捜索」、地形地勢について調査する「地形探査」、敵が存在する可能性が高い状態で敵の位置を探る「索敵」などと使い分ける場合もある。

### 要領
偵察部隊に限らず、現代の軍隊では、ほぼ全ての兵士に効率的な監視および報告の技能を習得させる。この偵察において広く用いられている方法をサルート（SALUTE：敬礼の意）と言う。これは、規模（size）、行動（activity）、位置（location）、部隊（unit）、時間（time）、装備（equipment）の頭文字からとったものであり、偵察において重要な要素をまとめたものである。以上が徹底している報告は次のように為される。

### 装備
- 偵察戦闘車（装輪装甲車）
- 偵察機
- 偵察衛星

### 米国における体制
アメリカでは1960年に世界初となる作戦用写真偵察衛星コロナKH-1が打ち上げられソ連軍の基地の監視などに利用された。
1988年からはレーダー偵察衛星ラクロスが運用されている。
アメリカ空軍では戦術レベルから戦略レベルまで飛行高度の異なる5種類の偵察システムを運用している。
1. 偵察衛星
2. 最上層の領域の高度21,000mには有人型U-2S高高度偵察機が当てられている[3]。
3. 二番目の高さの高度18,300mにはRQ-4A無人偵察機が当てられている[3]。
4. 三番目の高さの高度12,800mにはE-8Cレーダー地上偵察機が当てられている[3]。
5. 最下層の領域の高度7,600mにはMQ-1プレデター無人機が当てられている[3]。

### 日本における体制

#### 日本陸軍
偵察を行うのは、主として航空機、歩兵騎兵部隊および歩兵騎兵砲兵工兵その他の部隊から出される斥候である。より精密な情報を得るために、将校を派遣する偵察をとくに将校斥候と呼んだ。さらに高級指揮官および各団隊の指揮官は、必要に応じて自ら偵察に従事した。

#### 日本海軍
巡洋艦その他から成る戦隊を遠く敵方に派遣して敵情を探知した。
艦隊中戦艦で編成される戦隊が主隊となり、他戦隊は補助部隊としてこれに協力する。
前線では艦載機や艦上機も用いられた。

#### 陸上自衛隊
陸上自衛隊の全ての師団・旅団に偵察隊（水陸機動団は偵察中隊）が編成されているが、全て機甲科扱いとなっている（機甲科#偵察部隊を参照）。
普通科などの他科では「情報小隊」が偵察任務（隠密偵察）に当たる。自衛隊の偵察では長らく偵察用オートバイなどの非装甲車両が用いていたが、87式偵察警戒車の配備により装甲化され、威力偵察時の隊員の安全性・生存性は向上した。
陸上自衛隊の威力偵察は次のような手順で行われる（一例）。まず、偵察オートバイ隊が敵陣地に接近し、敵の攻撃を受けた地点を記録・報告する。続いて、同地点まで偵察警戒車を進ませて攻撃を行い、敵の反撃を観測する。可能であれば、さらに前進して敵戦力を解明していく。
戦車を配備している部隊の場合は、戦車を用いて威力偵察も行われる。また、87式偵察警戒車の退役が進む今後は、16式機動戦闘車がその後継車輌として偵察任務に当てられる予定。

### 民間軍事会社の偵察
2022年ロシアのウクライナ侵攻では、ロシアの民間軍事会社であるワグネル・グループが刑務所から恩赦などと引き換えに受刑者を兵士として調達。前線においてウクライナ軍陣地に向けて経験のない兵士を索敵もしくは偵察に出すことを繰り返し、攻撃を受けるとウクライナ側の位置を割り出して離れた場所から砲撃を加える戦闘手法を用いた。使い捨てのように用いられた兵士は多数が死亡した。

## 消防活動での偵察
消防活動での偵察とは、自動火災報知設備などからの火災と紛らわしい通報の受信や、怪煙が発見された場合に、確認のために消防隊が出動することをいう。

## スポーツでの偵察

### 野球
野球において、敵軍の先発メンバーを見てから、自軍のオーダーを決めたい場合、「登板予定の無い投手」を野手として一度出場させ、敵軍の先発メンバーを確認でき次第、一度も攻撃・守備をさせることなく、その「野手として出場した『登板予定の無い投手』」をベンチに下げる。この「野手として出場した『登板予定の無い投手』」を「偵察オーダー」あるいは「偵察要員」などと呼ぶ。

### モータースポーツ
ラリーでは、競技本番前にタイムトライアル区間（スペシャルステージ）を試走することを「レッキ（recce）」と言う。レッキとは上述のように、偵察（reconnaissance）をイギリス英語式に略したもの。レッキではコース情報を収集し、ペースノートの作成・確認を行う。
サーキットレースでは、決勝スタート前にピットを離れたマシンがコースを1周し、ダミーグリッドに着くまでの走行をレコノサンスラップ（偵察周回）と言う。このラップ中にコースコンディションやマシンセッティングの最終確認を行う。ダミーグリッドに着かずにピットレーンを素通りすれば、ピットレーン出口が閉鎖される時刻までは何周走行しても構わない。